# 高木晴雄
高木 晴雄（たかぎ はるお、1950年〈昭和25年〉7月24日 - ）は、日本の政治家。山梨市長（2期）。元山梨県議会議員（2期）。

## 来歴
山梨県山梨市出身。山梨県立日川高等学校卒業。リフォーム・ガス会社「株式会社タカギ」の社長を務めた。
2011年（平成23年）の山梨県議会議員選挙に無所属・民主党推薦で出馬し初当選した。2015年（平成27年）の県議選で再選。
2017年（平成29年）8月7日、前年に行われた市職員採用試験を巡り、山梨市長の望月清賢が虚偽有印公文書作成・同行使の容疑で逮捕された。同年8月13日、望月は辞職。8月23日、望月の辞職に伴う市長選挙に立候補する意向を表明し、同日、県議を辞職した。10月1日に行われた市長選は民進党・社民党の推薦を得た高木と、自民党の推薦を受けた元県議の奥山弘昌との一騎打ちとなり、高木が初当選を果たした。選挙の結果は以下のとおり。
※当日有権者数：29,990人 最終投票率：65.00%（前回比：-1.75pts）
| 候補者名 | 年齢 | 所属党派 | 新旧別 | 得票数   | 得票率 | 推薦・支持             |
| -------- | ---- | -------- | ------ | -------- | ------ | ---------------------- |
| 高木晴雄 | 67   | 無所属   | 新     | 10,591票 | 55.1%  | （推薦）民進党・社民党 |
| 奥山弘昌 | 57   | 無所属   | 新     | 8,629票  | 44.9%  | （推薦）自由民主党     |

2021年9月26日投開票の市長選挙で再選。
※当日有権者数：28,858人 最終投票率：63.86%（前回比：-1.14pts）
| 候補者名 | 年齢 | 所属党派 | 新旧別 | 得票数   | 得票率 | 推薦・支持 |
| -------- | ---- | -------- | ------ | -------- | ------ | ---------- |
| 高木晴雄 | 71   | 無所属   | 現     | 12,748票 | 69.76% |            |
| 根津和博 | 43   | 無所属   | 新     | 5,527票  | 30.24% |            |

## 政策・主張
- 山梨市の職員採用をめぐる不正事件で、高木は2018年7月10日、望月清賢元市長らの関与で試験の点数が水増しされた職員6人の採用取り消しを発表した[9]。1人につき慰謝料40万円を支払うことを明らかにした[9]。